# Rad-Weltcup 1997
Der Rad-Weltcup 1997 bestand aus 10 Eintagesrennen. Der Italiener Michele Bartoli gewann erstmals den Weltcup. In der Mannschaftswertung siegte das Team Française des Jeux.

## Rennen
| Datum       | Radrennen                | Sieger           |
| ----------- | ------------------------ | ---------------- |
| 22. März    | Mailand–Sanremo          | Erik Zabel       |
| 6. April    | Flandern-Rundfahrt       | Rolf Sørensen    |
| 13. April   | Paris–Roubaix            | Frédéric Guesdon |
| 20. April   | Lüttich–Bastogne–Lüttich | Michele Bartoli  |
| 26. April   | Amstel Gold Race         | Bjarne Riis      |
| 9. August   | Clásica San Sebastián    | Davide Rebellin  |
| 17. August  | Rochester Classic        | Andrea Tafi      |
| 24. August  | Meisterschaft von Zürich | Davide Rebellin  |
| 5. Oktober  | Paris–Tours              | Andreï Tchmil    |
| 18. Oktober | Lombardei-Rundfahrt      | Laurent Jalabert |

## Endstand
| Platz | Fahrer           | Punkte |
| ----- | ---------------- | ------ |
| 1.    | Michele Bartoli  | 280    |
| 2.    | Rolf Sørensen    | 275    |
| 3.    | Andrea Tafi      | 240    |
| 4.    | Davide Rebellin  | 238    |
| 5.    | Laurent Jalabert | 214    |